# Ронер, Беатрис
Беатрис Ронер (нем. Beatrice Rohner; 24 апреля 1876, Базель — 9 февраля 1947, Вюстенрот) — швейцарский протестантский теолог, миссионерка; известна участием в спасении группы армянских сирот из Алеппо.

## Биография
Беатрис Ронер родилась 24 апреля 1876 года в Базеле; она посещала базельский семинар по подготовке учителей и работала частным преподавателем в Париже. В 1899 году она присоединилась к «Немецкому союзу христианской работы на Востоке» (Deutschen Hilfsbund für christliches Liebeswerk im Orient) и обществу помощи жертвам армянских погромов 1895—1896 годов (Armenierhilfswerk). Ронер состояла учительницей и матерью-настоятельницей приюта в Кахраманмараше. В 1916 году она спасла группу армянских сирот из Алеппо: в августе под опекой Ронер находились 750 сирот; помогала узникам концентрационного лагеря в Дейр-эз-Зоре, получала сообщения о положении в концлагере от Араксии Джебеджян и обнародывала их. Ронер потеряла сознание, когда узнала, что власти Османской империи в марте 1917 года изъяли ее сирот в рамках геноцида армян:
Последнее, что я видела на станции, это был специальный поезд, предназначенный для сирот. Затем завеса тьмы опустилась и на детей, и на меня.
Только в 1926 году Ронер узнала, что ни один ребенок не умер и не остался на территории Турции. После долгого выздоровления, с 1932 года, работала секретарем обществе «Deutschen Frauen-Missions-Gebetsbunds» в Вюстенроте и вела исследовательскую деятельность. Скончалась после Второй мировой войны, 9 февраля 1947 года.

## Память
В 2014 году в Милане на «Аллее справедливости» в память о Ронер была установлена стела и посажено дерево.

## Работы
- Worte für Wanderer zur Herrlichkeit: Gedanken über den Hebräerbrief, Gießen Basel Brunnen-Verl. 1938.
- Was Jesus an Frauen zu tun vermag, Frankfurt a.M. : Deutscher Hülfsbund für christliches Liebeswerk im Orient, 1903.